# Hauptfriedhof Trier

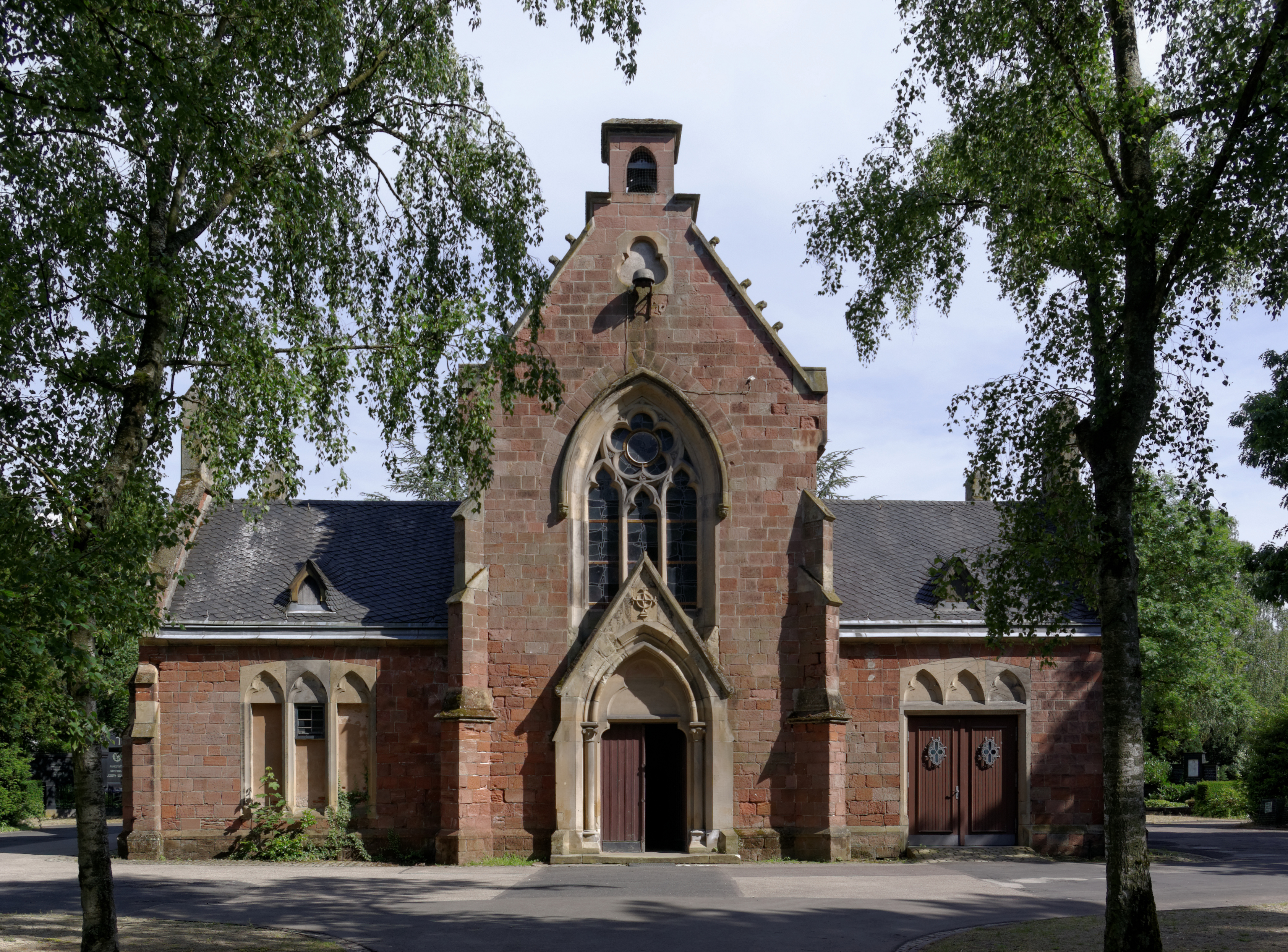
Friedhofskapelle von 1870

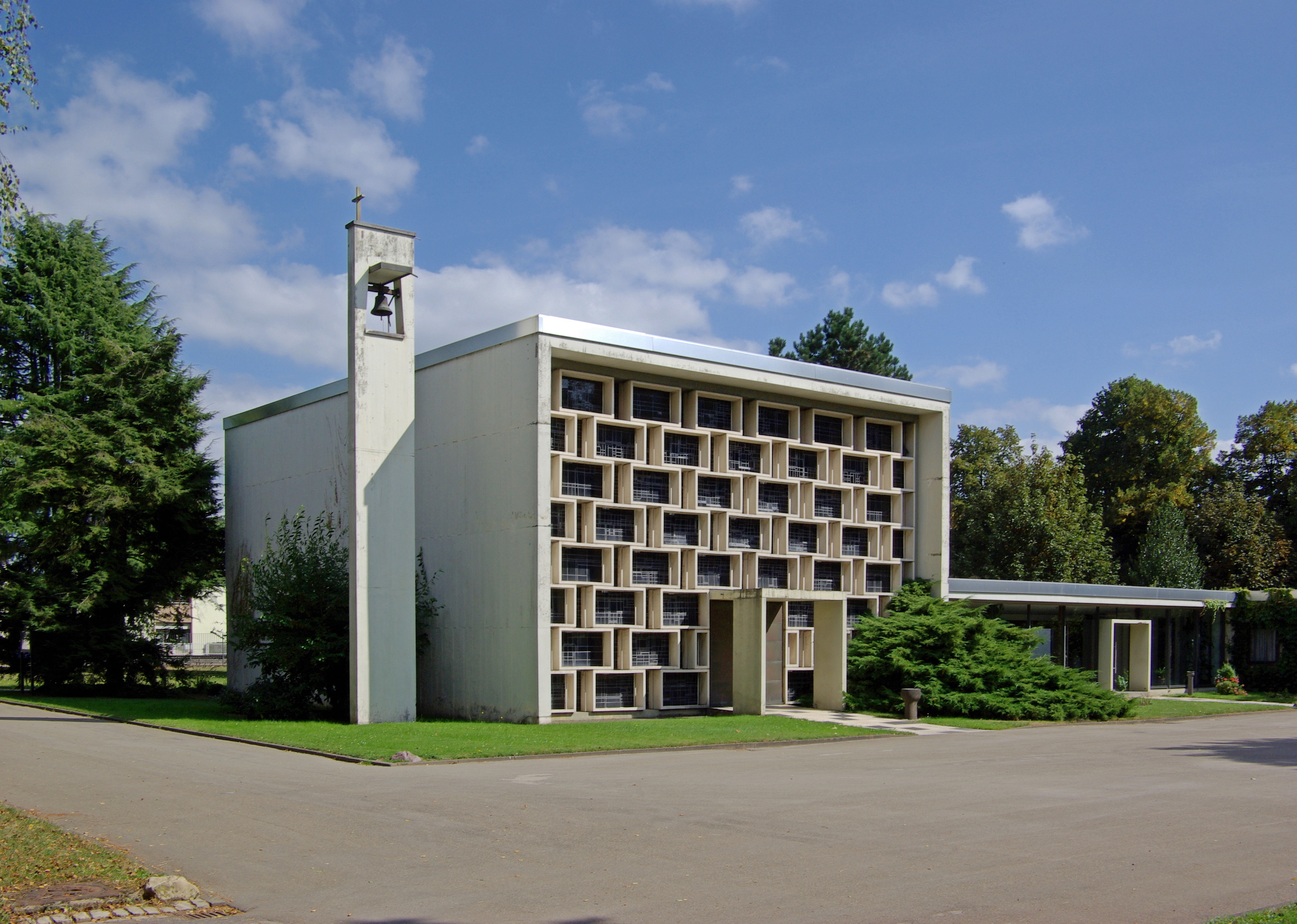
Neue Friedhofskapelle, An der Hospitalsmühle 19, 1960–62

Der Hauptfriedhof Trier ist einer von 20 Friedhöfen (17 städtische und 3 kirchliche) und zugleich die größte Grünfläche der rheinland-pfälzischen Stadt Trier. Er liegt in Trier-Nord, dem nach Einwohnerzahl größten Ortsbezirk der Stadt.

## Entstehung
Der Friedhof entstand 1804, das erste Begräbnis fand erst 1808 statt. Das Areal wurde später nach Osten und Norden hin erweitert, wovon noch Teile und Portale der damaligen Begrenzungsmauern zeugen. Die 1870 errichtete alte Friedhofskapelle ersetze einen älteren Bau und prägte bis 1911 den Bereich des Friedhofhaupteingangs. Der 1911 rund 50 Meter östlich davon fertiggestellte neue Eingangsbereich, heute an der Herzogenbuscher Straße 8, repräsentiert die Architekturrichtung des Heimatstils. Die seit 1962 im Nordsektor des Friedhofs genutzte Kapelle ist eine Vertreterin der frühen Nachkriegsmoderne; sie steht nahe dem Nordeingang (An der Hospitalsmühle 19).
Im alten Friedhofsteil finden sich bis heute erhaltene Grabmäler des 19. und frühen 20. Jahrhunderts, in historisierenden Stilformen und Jugendstil. Außer Einzelgräbern hat der Friedhof eine größere Anzahl von historischen Familiengräbern alteingesessener Trierer Familien. Einige von ihnen wurden mittlerweile neu vergeben.
Seit 1920 ist auch der Jüdische Friedhof von Trier Teil des Hauptfriedhofs. Die erste Nutzungsphase währte von 1921 bis 1941 und endete durch die nationalsozialistische Verfolgung. Bis auf die Demontage von Eisenteilen und Metallbuchstaben für die Eisensammlung blieb das Areal zur Zeit des Nationalsozialismus dennoch unversehrt. Von 1945 bis 1988 erfolgten 30 weitere Begräbnisse. Der jüdische Friedhofsteil umfasst 261 Grabstellen, von denen mindestens 241 belegt sind; einige sind nicht belegt, bei anderen ist die Belegung unklar. Der neue jüdische Friedhof hatte ursprünglich eine viermal größere Fläche. Deren Großteil überließ 1945 die nach dem Zweiten Weltkrieg verfolgungsbedingt aus nur noch wenigen Köpfen bestehende jüdische Gemeinde der Stadt Trier für den allgemeinen Friedhofsteil.
Seit 2012 erfolgen jüdische Begräbnisse auf einem nordöstlich gelegenen, in unmittelbarer Nähe befindlichen Gräberfeld.

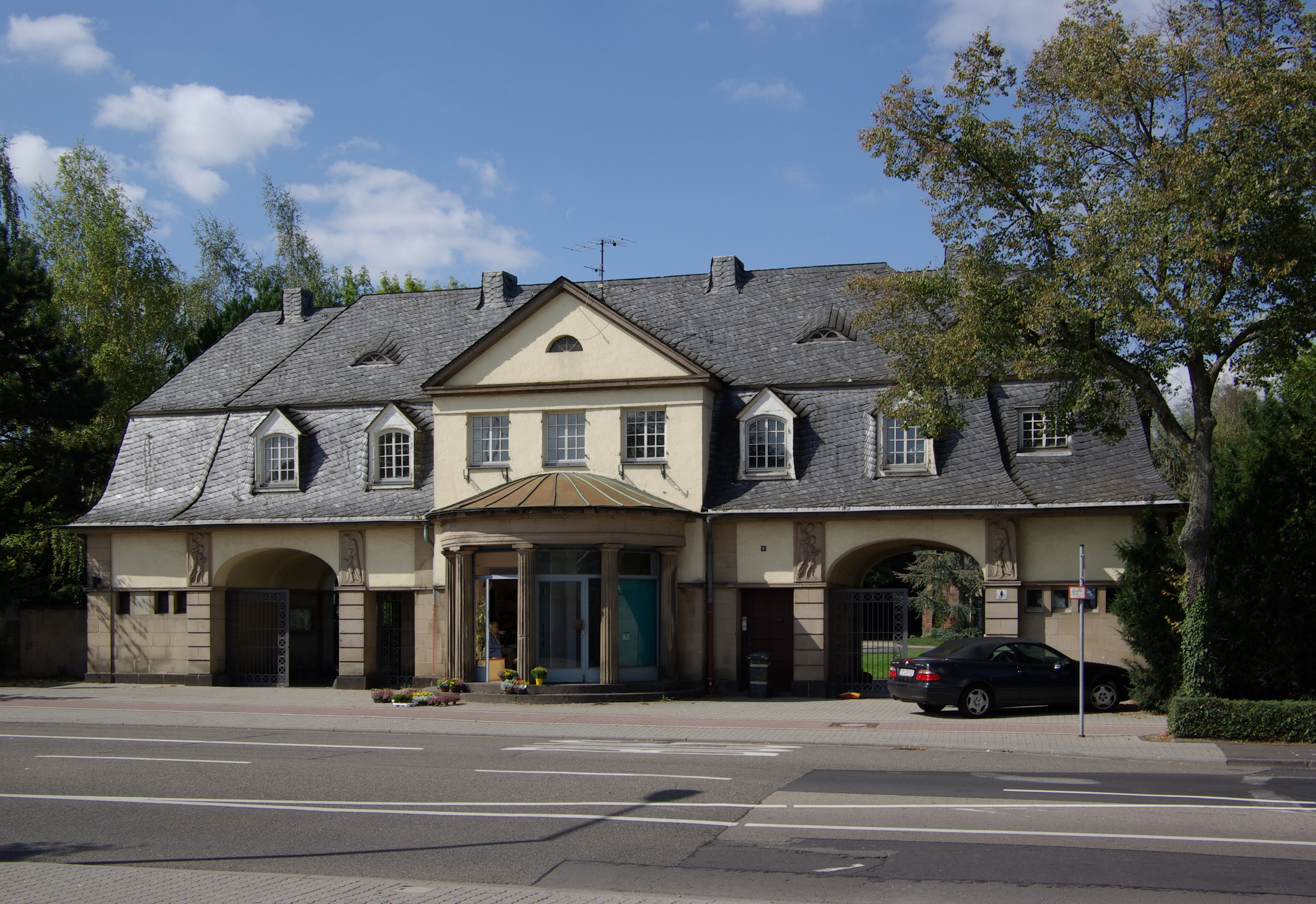
Eingang an der Herzogenbuscher Straße 8, errichtet 1911
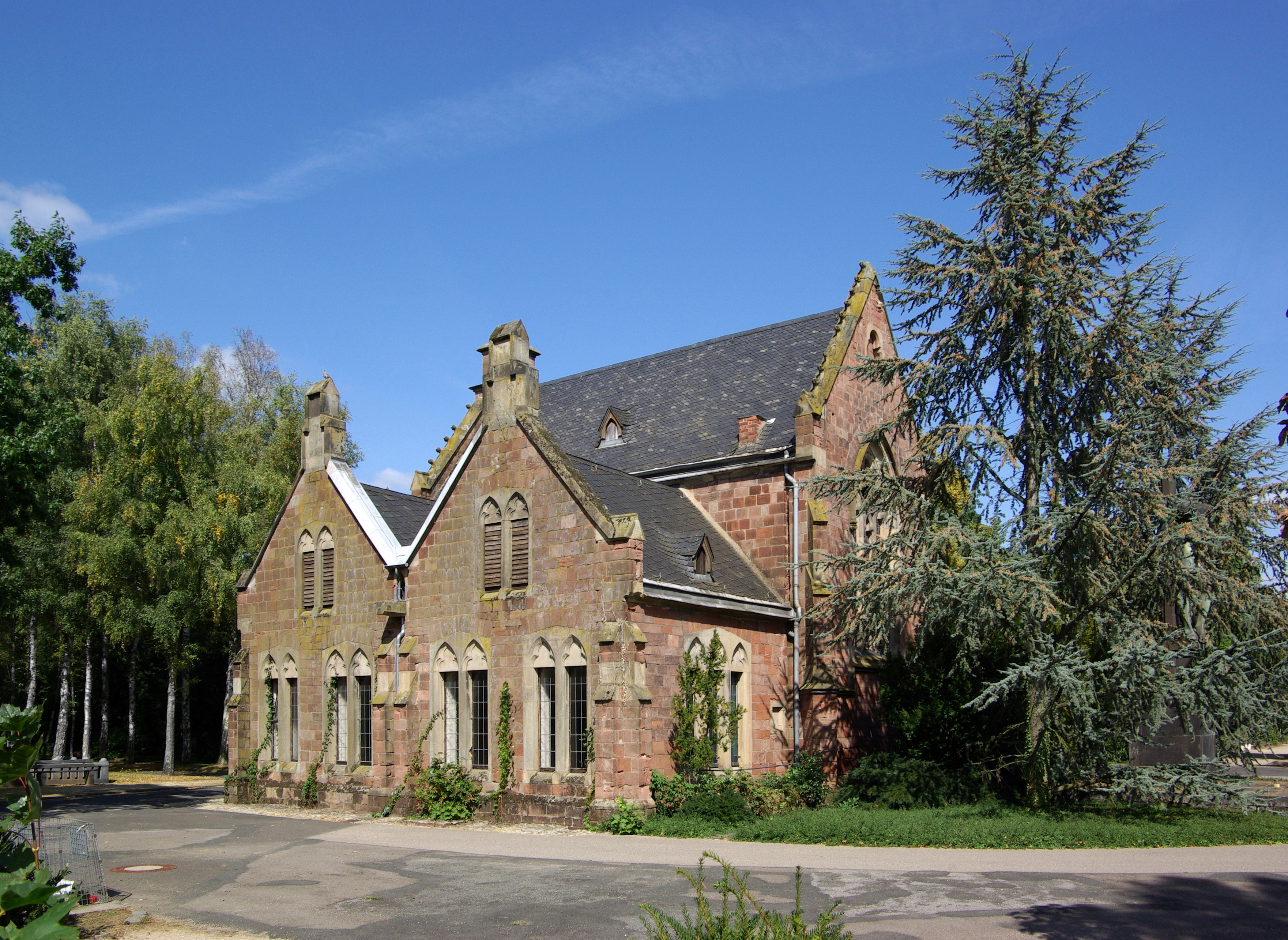
Neugotische Friedhofskapelle mit Leichenhalle, 1870
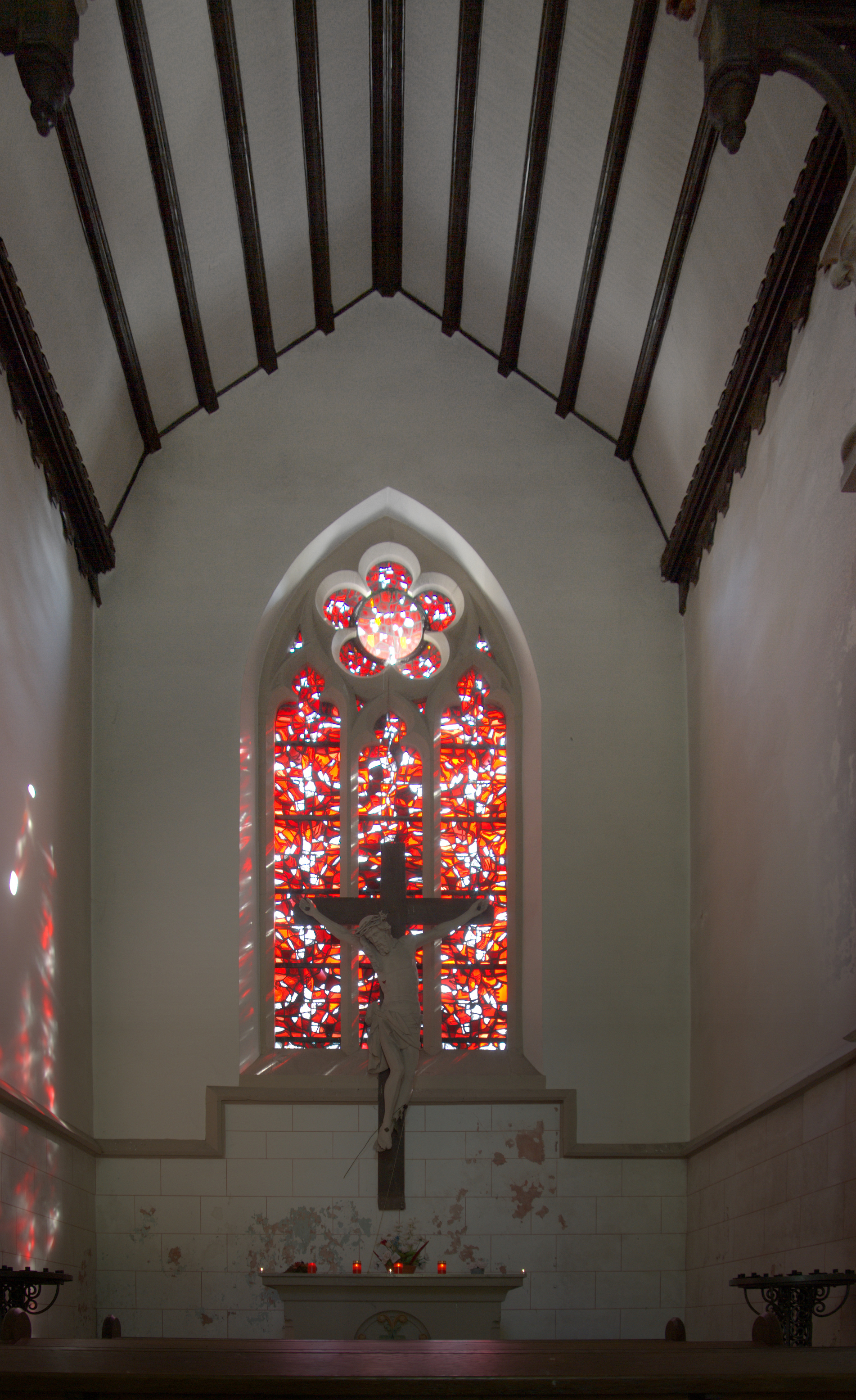
Innenansicht der neugotischen Friedhofskapelle
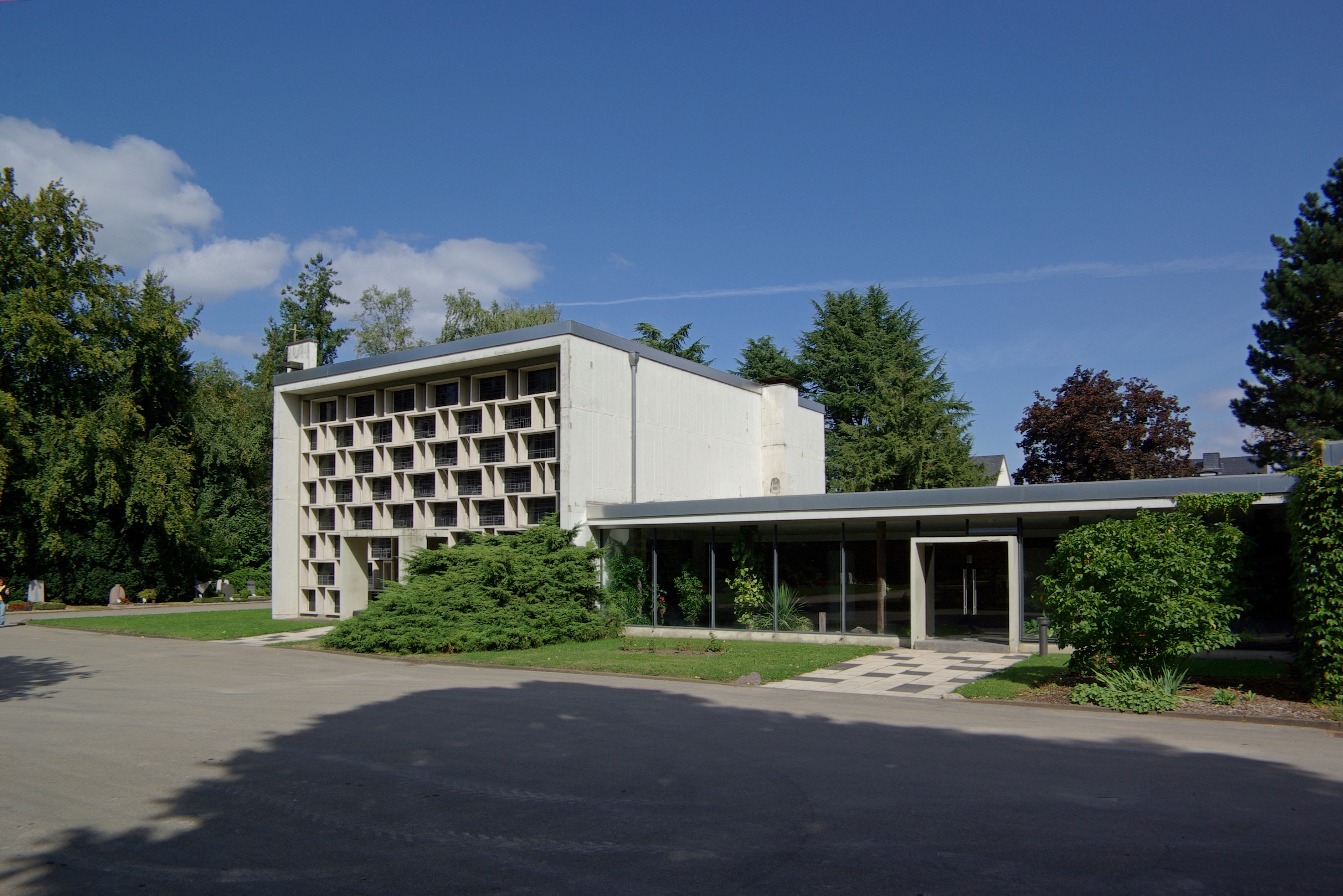
Neue Kapelle (bzw. Aussegnungs- und Trauerhalle) mit Leichenhalle
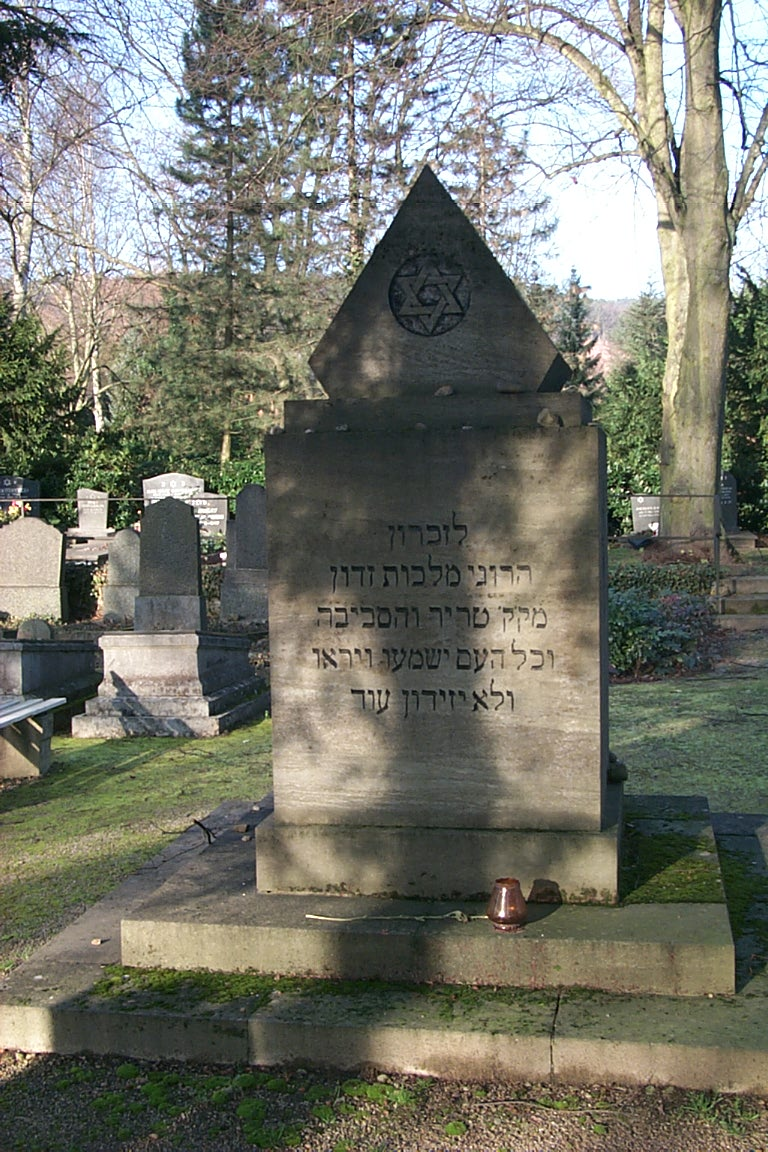
Denkmal der jüdischen Kultusgemeinde

## Denkmäler

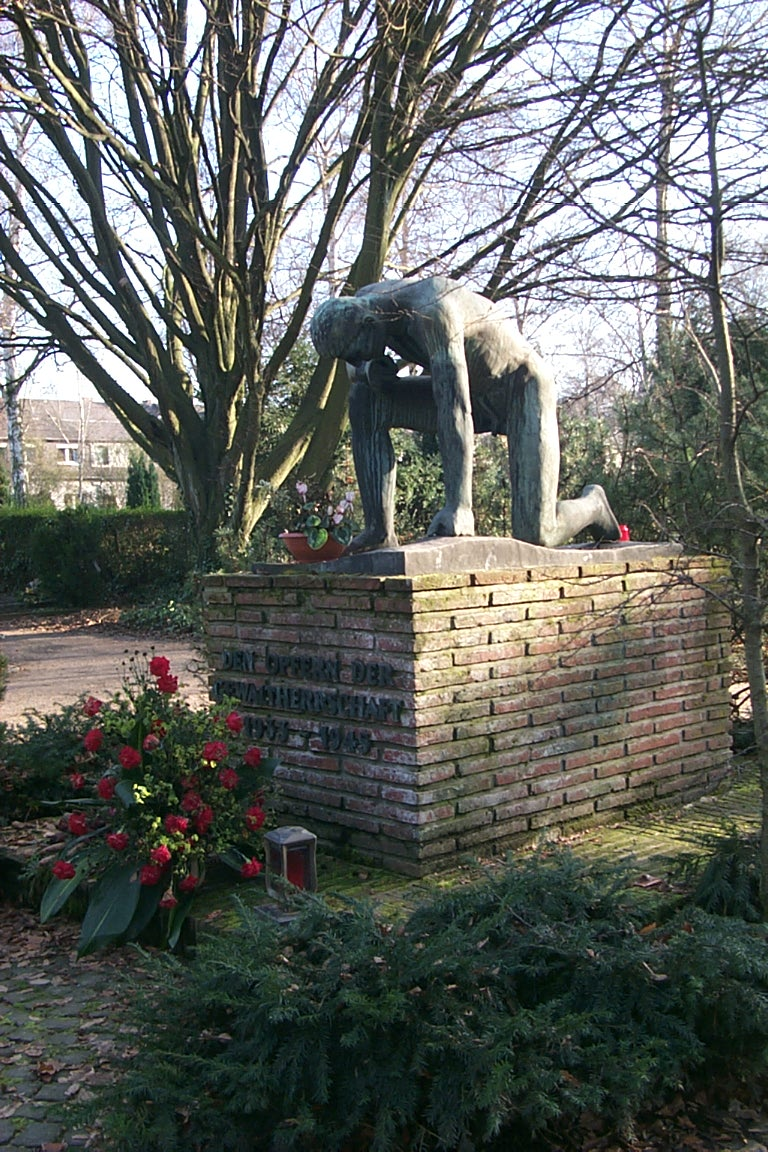
Denkmal für die Opfer der Gewaltherrschaft, 1950

Der westliche Friedhofsbereich ist von steinernen Sarkophagen aus römischer Zeit sowie mehreren Kriegerdenkmälern bestimmt. Der Hauptfriedhof hat sechs Felder mit Kriegsgräbern, auf denen Tote der Weltkriege bestattet sind. Dort ruhen deutsche Soldaten, aber auch zivile Kriegstote, zumeist des Bombenkrieges, sowie etwa 700 ausländische Kriegstote. Die Gräber sind teilweise mit Sandsteinkreuzen, teilweise mit keramischen Namenssteinen markiert. Die Kriegsgräber wurden zum Teil bereits während des Krieges provisorisch angelegt und nach Zubettungen in den Jahren 1955 bis 1960 weiter ausgebaut. Verschiedene in Trier ansässige Ordensgemeinschaften haben auf dem Trierer Hauptfriedhof eigene kleine Gräberfelder für ihre Konventsmitglieder; die einzelnen Ruhestätten sind hier durch einheitlich gestaltete Kreuze oder Inschrifttafeln markiert.
Ein 1950 errichtetes Denkmal für die „Opfer der nationalsozialistischen Gewaltherrschaft“, geschaffen von Michael Trierweiler, zeigt einen auf einem Knie knienden, vornübergebeugten Menschen, der weitere Peinigungen erwartet.
Koordinaten: 49° 46′ 7″ N, 6° 39′ 13,8″ O